# Pluteus decoloratus
Pluteus decoloratus är en svampart som beskrevs av E. Horak 2008. Pluteus decoloratus ingår i släktet Pluteus och familjen Pluteaceae.   Inga underarter finns listade i Catalogue of Life.